# Страхослав
Страхослав (пол. Strachosław) — село в Польщі, у гміні Камінь Холмського повіту Люблінського воєводства. Населення — 706 осіб (2011).

## Історія
За даними етнографічної експедиції 1869—1870 років під керівництвом Павла Чубинського, у селі здебільшого проживали римо-католики, проте населення переважно розмовляло українською мовою.
У 1975—1998 роках село належало до Холмського воєводства.

## Демографія
Демографічна структура станом на 31 березня 2011 року:
|          | Загалом | Допрацездатний вік | Працездатний вік | Постпрацездатний вік |
| -------- | ------- | ------------------ | ---------------- | -------------------- |
| Чоловіки | 327     | 63                 | 242              | 22                   |
| Жінки    | 379     | 80                 | 224              | 75                   |
| Разом    | 706     | 143                | 466              | 97                   |